# Antonio Bencini
Antonio Bencini (Roma c. 1710 - després de 1780) fou un important compositor italià, probable fill de Pietro Paolo Bencini.
Es coneix poc sobre la seva carrera professional, però es creu que va arribar a la posició de maestro di cappella a Sancti Laurentii in Damaso el 1742. L'èxit que va gaudir la seva música és evident, ja que hi ha un gran nombre de còpies d'obres seves que sobreviuen als arxius de l'esglèsia de Roma, per exemple en: Santa Maria in Trastevere, Santa Giovanni in Laterano i Santa Pietro (Cappella Giulia). A més a més, de l'Església parroquial de Sant Pere i Sant Pau de Canet de Mar. Les dates dels llibrets de la seva música ens fan pensar que després de 1748 va estar inactiu.